# خوزه فرناندز (توپ‌انداز بیسبال)
خوزه فرناندز (به اسپانیایی: José Fernández) (زاده ۳۱ ژوئیهٔ ۱۹۹۲-درگذشته ۲۵ سپتامبر ۲۰۱۶) بازیکن بیسبال کوبایی-آمریکایی بود که در لیگ برتر بیسبال آمریکا برای تیم میامی مارلنز بازی می‌کرد. او در یک حادثهٔ قایق‌سواری در میامی بیچ، فلوریدا درگذشت.